# 하리마국

하리마 국

하리마국(일본어: 播磨国 하리마노쿠니[*])은 산요도에 설치된 일본의 옛 구니이다. 현재의 효고현 남서부에 해당한다. 반슈(播州)라고도 한다.

## 군
- 아카시군(일본어판)(明石郡)
- 미노 군(美嚢郡)
- 가코군(加古郡)
- 인나미군(일본어판)(印南郡)
- 가모 군 (하리마 국)(일본어판)(賀茂郡)
  - 가토군 (효고현)(加東郡)
  - 가사이 군 (하리마 국)(일본어판)(加西郡)
- 다카군(多可郡)
- 시카마군(일본어판)(飾磨郡)
  - 시키토군(일본어판)(飾東郡)
  - 시키사이군(일본어판)(飾西郡)
- 간자키군(神崎郡)
  - 진토군(일본어판)(神東郡)
  - 진자이군(일본어판)(神西郡)
- 이보군(揖保郡)
  - 잇토군(일본어판)(揖東郡)
  - 잇사이군(일본어판)(揖西郡)
- 시소군(일본어판)(宍粟郡)
- 사요군(佐用郡)
- 아코군(赤穂郡)